# Riera de Malrubí
La riera de Malrubí és una riera que discorre pels termes municipals de Moià i Santa Maria d'Oló, al Moianès, i Avinyó i Artés, al Bages.
La riera de Malrubí pertany a la conca del Llobregat; és afluent indirecte seu, i hi aflueix a través de la Gavarresa.

## Origen
La riera de Malrubí s'origina al Solell de Vilalta, a prop de l'extrem nord del terme de Moià, al sud-oest del Raval del Prat, al nord-est del Soler de Terrades. És en el vessant de ponent del Serrat Febrer, just al sud del Pla de la Senyora.

### Terme municipal de Moià
Des del lloc de naixença, davalla cap al sud-oest, passant a migdia de la masia del Soler de Terrades i al nord de la de Codinacs, on la riera pràcticament desapareix en el Fondal del Prat per tornar a aparèixer al capdavall d'aquest fondal. Després travessa tot el territori de Rodors, on un tancat meandre de la riera retalla per tres dels quatre costats l'esperó on es trobava el castell de Rodors. Just en aquest lloc rep per l'esquerra el torrent del Salt del Metge. Després, ara cap a ponent, però sempre fent nombroses giragonses, passa al nord de Casamitjana, pel sud del Serrat de la Coromina i del Cingle del Perer; al cap de poc, sempre cap a ponent, arriba al sud del Molí del Perer. De seguida, al sud-oest d'aquest molí, rep per la dreta el riu Sec, gira cap al sud-oest, i comença a marcar el termenal entre Moià i Santa Maria d'Oló.

### Límit dels termes municipals de Moià i de Santa Maria d'Oló
Ja fent de termenal, deixa a ponent l'Illa, on rep per la dreta el torrent de les Canyisses, i a llevant primer el Rourell, el Casalot de Mataocells i Ribaus; a ponent queda la Garrigota, el Serrat de la Garrigota i els Cingles de la Resclosa. Just en aquest tram rep per la dreta el torrent de la Teuleria de Sau primer, i al cap d'un tram, per l'esquerra el torrent de la Cuaranya, el torrent de Ribaus, el torrent dels Avellaners, el torrent de les Guixeres de Bussanya i el Torrent Fondo de Vilaclara. Tot aquest darrer tram està marcat, a llevant, pel Serrat de Vilaclara. La riera es decanta una mica més cap a l'oest, sempre fent grans giragonses, i passa a migdia de l'antiga quadra del Solà de Sant Esteve mentre al seu costat esquerre queden l'Autonell i el Cellers. Al nord de l'Autonell rep per l'esquerra, encara, el torrent de les Saleres de l'Autonell.

### Límit dels termes municipals de Santa Maria d'Oló i d'Avinyó
En arribar al nord-oest del Cellers, abandona el terme de Moià i continua fent de termenal, però ara entre Santa Maria d'Oló i Avinyó. Deixa al sud la gran masia de Vilagonella, on rep per la dreta el torrent del Duc, moment en què entra de ple en el terme d'Avinyó, ja que el termenal abandona la llera del riu per seguir-lo, però pel seu coster nord.

### Terme municipal d'Avinyó
Fent nombrosos meandres i marcant la direcció mestra oest-sud-oest, la riera de Malrubí deixa a la dreta -nord- el Molí dels Clapers i a l'esquerra -sud- les masies del Berenguer, on rep per l'esquerra el torrent de la Font Nova, la Ruca i la urbanització d'Urbisol. Tot seguit abandona el terme avinyonenc per entrar en el d'Artés.

### Terme municipal d'Artés
Entra en el terme d'Artés en un lloc on la riera té per l'esquerra una zona prou plana, mentre que a la dreta va trobant desnivells acusats, sobretot a la Serra de les Guixeres. En aquesta zona plana va trobant, successivament, les masies de Ribatallada, el Mas, la Ponça i la Vall, mentre el riu es decanta cada cop més cap a ponent. A la Vall rep per l'esquerra el torrent de la Gorga. Després de la Vall arriba a les envistes d'Artés. Llavors gira cap al nord-oest per passar a ran i per sota de la població, hi fa la volta pel nord, i torna a decantar-se cap al nord-oest. Passa per la gran plana que s'obre en aquell lloc, ja pertanyent a l'ampla vall de la Gavarresa, passa a ponent de les Ferreres i dels Rials i a llevant dels Plans del Pujol; tot seguit passa per sota de l'Eix transversal (C-25), i s'aboca en la Gavarresa just a sota i davant de les Costes de Vilassoleia.